# Arne Nyberg
Arne Nyberg (Säffle, 20 giugno 1913 – 12 agosto 1970) è stato un calciatore svedese.

## Carriera
La carriera di Nyberg iniziò in un club locale, successivamente si trasferì nell'IFK Göteborg nel 1932, dove rimase fino al suo ritiro nel 1950. Anche suo figlio Ralph Nyberg giocò per il Göteborg.
Nyberg conta anche 31 presenze nella Nazionale svedese e la partecipazione ai mondiali 1938 dove segnò tre gol in tre partite.

## Palmarès
- Allsvenskan: 2

AIK: 1934-1935, 1941-1942